# 케네스 크래넘

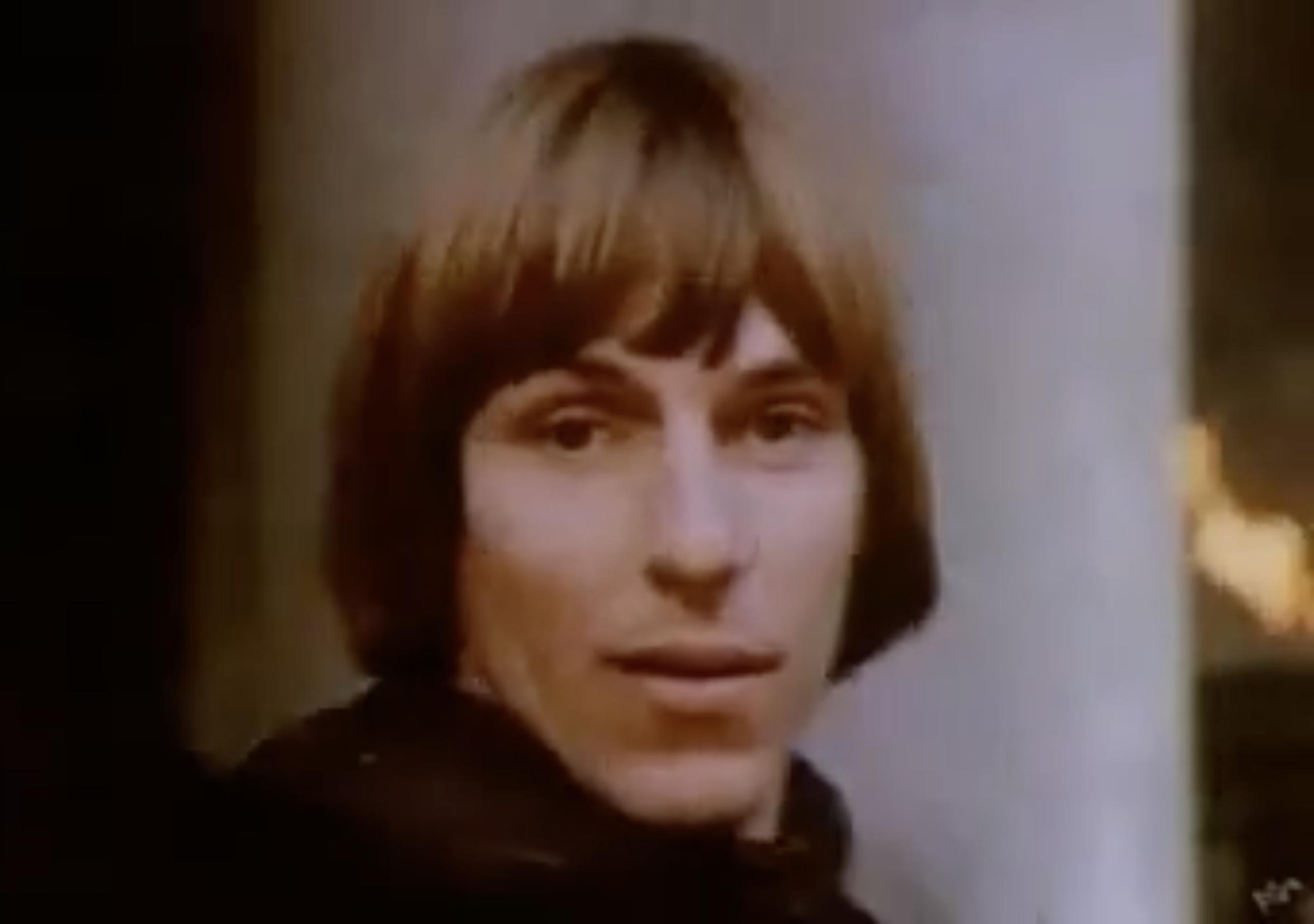

케네스 크래넘(Kenneth Cranham, 1944년 12월 12일 ~ )은 영국의 배우이다.
던펌린에서 태어났다.

## 출연 작품
- 미스터 존스 (2019년)
- 본 어 킹 (2019년)
- 필름스타 인 리버풀 (2017년) - 조 역
- 말레피센트 (2014년) - 헨리 왕 역
- 헤라클레스: 레전드 비긴즈 (2014년) - 루시우스 역
- 프라이버시 (2013년) - 카메론 피스처 역
- 플라잉 블라인드 (2012년)
- 써스펜션 (2012년)
- 5 데이즈 오브 워 (2011년) - 스틸턴 역
- 메이드 인 다겐함 (2010년) - 몬티 테일러 역
- 더버빌가의 테스 (2008년)
- 주머니 속의 죽음 (2008년)
- 작전명 발키리 (2008년) - 빌헬름 카이텔 역
- 루시타니아호의 침몰 (2007년)
- 영웅과 악인 (2007년)
- 뜨거운 녀석들 (2007년) - 제임스 리퍼 역
- 라인 오브 뷰티 (2006년)
- 어느 멋진 순간 (2006년)
- 라이징 - 발라드 오브 맹갈 팬디 (2005년)
- 트라우마 (2004년)
- 레이어 케이크 (2004년) - 지미 프라이스 역
- 킬링 히틀러 (2003년)
- 잊을 수 없는 죽음 (2003년)
- Blackball (2003)
- 투 멘 웬트 투 워 (2002년)
- Kevin & Perry Go Large (2000)
- 본 로맨틱 (2000년)
- 샤이너 (2000년)
- 갱스터 넘버 원 (2000년) - 토미 역
- 위민 토킹 더티 (1999년)
- 비고 (1998년)
- 알피엠 (1997년)
- 더 복서 (1997년)
- 미스터 플라워 (1996년)
- 저격자들 (1995년)
- 데인저러스 그라운드 (1995년)
- 하트비트 (1992년)
- 뱀파이어 (1992년)
- 써스피션 (1991년) - 프랭크 역
- 프로스페로의 서재 (1991년)
- 오렌지만은 과일이 아니다 (1989년)
- 1급 비밀 지령 (1989년)
- 초콜렛 (1988년)
- 금단의 사랑 (1988년)
- 헬레이저 2 (1988년)
- 스크린플레이 (1986년)
- 악마의 저주(영어판) (1986년)
- 윈더미어 부인의 부채 (1985년) - 달링톤 경 역
- 떼레즈 라껭 (1980년)
- 조셉 앤드류스 (1977년)
- 로빈과 마리안 (1976년)
- 뱀파이라 (1975년)
- 아레나(영어판) (1975년)
- 성프란체스코 (1973년)
- 크라운 코트 (1972년)
- 올리버 (1968년)
- 더 웬즈데이 플레이 (1964년)
- Z 카스 (1962년)

### 텔레비전
- 로마 (2007) - 폼페이우스 매그누스 역
- 인 더 플레쉬 (2013–2014)
- 37 Days (2014)
- 전쟁과 평화 (2016)